# 김지은 (1988년)
김지은(1988년 9월 28일 ~ )은 대한민국의 배우이다.

## 출연 작품

### 드라마
- 2014년 KBS2 《KBS 드라마 스페셜 - 예쁘다 오만복》 ... 지연 역
- 2014년 MBC 《왔다! 장보리》 ... 이재화의 맞선녀 역
- 2014년 SBS 월화드라마 《닥터 이방인》 ... 오준규 비서 역
- 2014년 SBS 주말극장 《모던파머》 ... 아이돌 민아 역
- 2014년~2015년 MBC 드라마넷 판타지 드라마 《스웨덴 세탁소》 ... 유민영 역
- 2014년~2015년 MBC 일일특별기획 《압구정 백야》 ... 노마주 역
- 2014년~2015년 MBC 월화드라마 《오만과 편견》 ... 유광미의 친구 1 역
- 2015년 SBS 드라마 스페셜 《하이드 지킬, 나》 ... 구명한 회장 비서 역
- 2015년 KBS2 주말연속극 《파랑새의 집》 ... 장태수 회장실 비서 역
- 2015년 SBS 토요드라마 《심야식당》 ... 승연 역
- 2015년~2016년 KBS2 주말연속극 《부탁해요, 엄마》 ... 홍도 역
- 2015년~2016년 SBS 대하드라마 《육룡이 나르샤》 ... 방간 부인 역
- 2016년 KBS2 주말연속극 《아이가 다섯》 ... 상태 맞선녀 역
- 2016년 SBS 주말특별기획 《미세스 캅 2》 ... 이로준 여비서 역
- 2016년 tvN 월화드라마《피리부는 사나이》 ... PC방 알바 역
- 2016년 tvN 금토드라마 《굿 와이프》 ... 이효진 역
- 2016년 MBC 주말 특별기획 《옥중화》 ... 묘향 역
- 2016년 tvN 월화드라마 《싸우자 귀신아》 ... 신입생 김지은 역
- 2016년~2017년 SBS 월화 드라마 《낭만닥터 김사부》 ... 도윤완 비서 역
- 2016년~2017년 MBC 일일 특별기획 《황금주머니》 ... 석훈 비서 역
- 2017년 KBS2 일일연속극 《이름 없는 여자》 ... 이화영 역
- 2017년 KBS2《마녀의 법정》 ... 안회장 비서 역
- 2018년 tvN 월화드라마 《크로스》 ... 사회복지과 직원 역
- 2018년 MBC 수목드라마 《이리와 안아줘》 ... 무원 검사실 수사관 역
- 2018년 MBC 수목드라마 《내 뒤에 테리우스》 ... 진용태의 전 여비서 역
- 2020년 넷플릭스 《스위트홈》 ... 한유진 역

### 영화
- 2009년 《4교시 추리영역》 ... 여학생2 역
- 2013년 《응징자》 ... 선미 역
- 2015년 《치외법권》 ... 은주 역
- 2023년 《허수아비 춤》 ... 성윤 역

### 뮤직 비디오
- 2015년 황홍승 (黃鴻升, Alien Huang) - ‘Napoleon’

### 광고
- 2010년 인텔 - 와이맥스
- 2013년 서울메트로
- 2013년 아이오페 - 바이오 에센스 마스크
- 2014년 STC라이프 - EI solutions 화장품
- 2014년 피쉬앱
- 2015년 GS25 - 모바일팝
- 2016년~2017년 울산광역시 - 2017 울산 방문의 해
- 2016년~2017년 서울시 청년수당